# Joseph Voyame
 (mai 2019).
Si vous disposez d'ouvrages ou d'articles de référence ou si vous connaissez des sites web de qualité traitant du thème abordé ici, merci de compléter l'article en donnant les références utiles à sa vérifiabilité et en les liant à la section « Notes et références ».
Joseph Voyame, né le 3 février 1923 à Courfaivre dans le canton du Jura et mort le 7 février 2010 à Porrentruy, est un haut fonctionnaire suisse.

## Biographie
Après des études de droit à l'université de Berne et des stages dans plusieurs études, Joseph Voyame obtient un brevet d'avocat en 1947. Il est ensuite greffier à la Cour suprême du canton de Berne, puis greffier au Tribunal fédéral à Lausanne. De 1962 à 1969, il dirige l'Office fédéral de la propriété intellectuelle à Berne. Il devient ensuite Directeur général adjoint de l'Organisation mondiale de la propriété intellectuelle à Genève. En novembre 1973, il est nommé Directeur de l'Office fédéral de la justice, poste qu'il occupe jusqu'à la retraite. Joseph Voyame est également professeur à la faculté de droit de l'université de Lausanne où il donne un cours sur la propriété intellectuelle. En 1975, Joseph Voyame rédige le premier projet de la Constitution jurassienne. Il siège au sein de l’Assemblée interjurassienne, dont il est l’un des vice-présidents de 1994 à 1999.
Au niveau international, Joseph Voyame est président du Comité des Nations unies contre la torture de 1987 à 1993, rapporteur spécial pour la Roumanie de la Commission des droits de l'homme de l'ONU de 1988 à 1992. Il est vice-président de la Commission européenne contre le racisme et l'intolérance à Strasbourg et membre du bureau exécutif de l'Observatoire européen des phénomènes racistes et xénophobes à Vienne.

## Distinctions
- 1994 : Docteur honoris causa de l'université de Berne
- 1995 : Prix de l’université de Lausanne avec la laudation suivante : « À l’humaniste qui a consacré ses forces et ses compétences à faire connaître et respecter les droits et la dignité de la personne humaine ».